# 대구남양학교
대구남양학교(大邱南陽學校)는 대구광역시 수성구 지산1동에 있는 공립 특수학교이다. 지적장애 학생을 위한 특수교육기관으로  초등부, 중학부, 고등부, 전공과를 두고 있다.

## 연혁
- 1968년 7월 9일 설립인가 : 대구남양국민학교(정신지체아 특수학교)
- 1968년 10월 14일 초대 김동극 교장 부임
- 1969년 6월 20일 개교(1, 2학년 2학급)
- 1973년 3월 1일 대구남양학교로 교명 변경
- 1973년 5월 19일 중학부 과정 설치인가(6학급)
- 1979년 11월 23일 고등부 과정 설치인가
- 1984년 4월 25일 지산1동 신축교사로 이전
- 1985년 10월 19일 유치부 과정 설치인가
- 2002년 9월 11일 전공과 설치인가
- 2009년 9월 17일 신관 증축 및 급식실 개축
- 2010년 3월 1일 제15대 최성환 교장 부임